# Cheloscina antennula
Cheloscina antennula är en kräftdjursart som beskrevs av Chung Kun Shih och Hendrycks 1996. Cheloscina antennula ingår i släktet Cheloscina och familjen Proscinidae. Inga underarter finns listade i Catalogue of Life.